# Culex rubensis
Culex rubensis är en tvåvingeart som beskrevs av Sasa och Takahashi 1948. Culex rubensis ingår i släktet Culex och familjen stickmyggor. Inga underarter finns listade i Catalogue of Life.